# Мехсети Гянджеви
Мехсети Гянджеви́ (перс. مهستی گنجوی‎, около 1089, Гянджа — середина XII века, там же) — персидская поэтесса XII века. Является яркой представительницей Исламского Возрождения, воспевающей в своих стихах образы обитателей квартала городских ремесленников, поэтов, певцов и мутрибов.

## Биография
О её жизни известно очень мало. Является спорным даже вопрос, была ли она исторической личностью. Предположительно она родилась в 1097 или 1098 году, что выводится из того, что в основном источнике, по которому известны её произведения, дастане «Амир Ахмед и Мехсети» она утверждает, что ей двадцать лет, а время написания стихотворений можно датировать. Её настоящее имя — Маниджа; в качестве литературного псевдонима было использовано слово «Мехсети» (варианты произношения: Махсати, Махисти, Махсити, Михисти).
Мехсети Гянджеви родилась в городе Гянджа в Арране, там же получила образование и прекрасно разбиралась в восточной литературе и музыке. В том же дастане, написанном анонимным автором, утверждается, что она стала известна как поэтесса в юном возрасте, и принимала участия в поэтических собраниях при дворе правителя Гянджи, султана Мухаммеда. Предполагается, что затем она жила в Балхе, Мерве, Нишапуре и Герате, после чего уже в зрелом возрасте вернулась в Гянджу.

## Творчество
Большинство произведений Мехсети Гянджеви не сохранились. То, что осталось, было собрано по различным книгам и свиткам, относящихся к XIII—XVII векам, в основном из дастана «Амир Ахмед и Мехсети». В настоящее время опубликованы 257 рубаи и около 30 стихотворных отрывков. Основное место в творчестве Мехсети Гянджеви занимает любовная лирика.

## Увековечение памяти
В память о Мехсети Гянджеви в 1982 году был поставлен памятник в Гяндже (скульптор М. Рзаева, архитектор Л. Рустамов). В здании караван-сарая, части ансамбля Шейха Бахауддина, функционирует её музей.
Мехсети Гянджеви была посвящена неоконченная опера азербайджанского композитора Эртогрула Джавида (по мотивам поэмы Нигяр Рафибейли, посвященной Мехсети), пьеса азербайджанской поэтессы Кямали Агаевой «Мехсети» (премьера спектакля по пьесе, поставленного Нахичеванским государственным музыкальным драматическим театром, состоялась 24 октября 1964 года; в 1967 году пьеса была поставлена на сцене Государственного драматического театра Гянджи). Следует также отметить, что образ Мехсети Гянджеви впервые появился на азербайджанской сцене в 1942 году в спектакле по пьесе Мехти Гусейна «Низами» (1940), написанной и поставленной на сцене Азербайджанского драматического театра по случаю 800-летия Низами Гянджеви (премьера в Баку состоялась 16 августа 1942 года, роль Мехсети исполняла Марзия Давудова; в 1943 году спектакль был показан в различных постановках театрами Гянджи (в то время Кировабад), Нахичевани и Шеки).
Впервые рубаи и газели, написанные Мехсети были собраны из различных источников и опубликованы азербайджанским поэтом Сахабом Тахири.
Жизнь и творчество Мехсети Гянджеви были изучены немецким ученым-востоковедом Фрицем Мейером («Прекрасная Мехсети», 1963, Висбаден).
17 мая 2013 года в штаб-квартире ЮНЕСКО в Париже был отмечен 900-летний юбилей поэтессы Мехсети Гянджеви. Мероприятие было организовано постоянным представительством Азербайджана при ЮНЕСКО. В рамках вечера состоялся концерт традиционной азербайджанской музыки и песен, были зачитаны стихи, а также прошла выставка произведений поэтессы и биографических изданий о ней.
18 мая 2013 года в рамках Международного дня музеев в фойе Музея истории Азербайджана состоялась выставка, посвящённая Мехсети Гянджеви и приуроченная к 900-летию поэтессы. Здесь на фоне гянджинского ковра демонстрировался портрет Мехсети Гянджеви, керамика и лампа XIII века из Гянджи, и старинные шахматы.
В 2014 году в Гяндже открылся культурный центр Мехсети Гянджеви.
Согласно Постановлению № 211 Кабинета Министров Азербайджана от 7 мая 2019 года произведения Мехсети Гянджеви были включены в список авторов, чьи труды были объявлены культурным наследством республики.
- Памятник Мехсети Гянджеви в Гяндже. Скульптор М. Рзаева, 1982

В 2019 году в честь Мехсети Гянджеви была названа звезда HD 152581 в созвездии Змееносец, а в честь её родного города Гянджа — планета в системе этой звезды.